# Stegobolus granulosus
Stegobolus granulosus är en lavart som först beskrevs av Edward Tuckerman, och fick sitt nu gällande namn av Frisch 2006. Stegobolus granulosus ingår i släktet Stegobolus och familjen Thelotremataceae.   Inga underarter finns listade i Catalogue of Life.